# كارل ر. إكلوند
كارل ر. إكلوند (بالإنجليزية: Carl R. Eklund)‏ هو عالم حيوانات وجيولوجي وعالم طيور أمريكي، ولد في 27 يناير 1909 في توماهوك في الولايات المتحدة، وتوفي في 3 نوفمبر 1962 في فيلادلفيا في الولايات المتحدة.